# Hellerup, Falkenbergs kommun
Hellerup, eller Hällerup, är ett gods och tidigare säteri i Ljungby socken i Falkenbergs kommun, första gången omnämnt i skrift under 1300-talet. Det är byggnadsminnesförklarat.
Huvudbyggnaden kallas för borgen och är en gammal träbyggnad. Delar av källaren kan möjligen vara gjord under 1500-talet. Den nuvarande huvudbyggnaden blev troligen bygd någon gång mellan 1684 och 1740. Byggnaden har restaurerats och målningar från 1700-talet tagits fram. Kring huvudbyggnaden finns en park i engelsk stil med ett litet lusthus samt ett träbostadshus ("Gamla skolan"). Det senare ingår inte i byggnadsminnet. 
Godset hade i mitten av 1600-talet drygt 180 underlydande gårdar och huvudgården hade en areal på 954 tunnland. Under 1800-talet kom den att växa till sig till en areal på omkring 2 000 hektar.
Huvudbyggnaden restaurerades 1993–1994 enligt Hallandsmodellen.

## Ägare
Dess första omnämnda ägare var Per Tönnesson Oxehufvud som skall ha bosatt sig på gården 1320. Dennes son gifte sig med Margareta, en dotter till Bengt Bengtsson Krabbe. Deras son, Oluf Bosson, gift sig i sin tur med Kerstin Store från Höglida i Västergötland och fick bland annat en son, Bo Olofsson, som i sin tur fick en sonson med namnet Bo Andersson Oxehufvud.[källa behövs]
Bo Andersson Oxehufvuds dotter Ingierd gifte sig med Arild Pedersen Griis. Släkten Griis behöll gården tills 1601 då Arilds sonhustru, Anna Grubbe, sålde godset till Brostrup Gjedde. Släkten Gjedde behöll godset till 1661 då det såldes till Jonas Gyldencrantz, som blev dess förste svenske ägare. Han sålde gården efter endast ett år till Israel Norfelt. Denne kom att äga gården tillsammans med sin svärson, Gerhard Leyoncrantz fram till att han själv dog. En dotter till Leyoncrantz gifte sig med Jörgen Wilhelm Muhl som blev nästa ägare av godset i slutet av 1600-talet. Släkten Muhl kom att behålla gården till slutet av 1800-talet.
Antikhandlare Sven Åke Käck (Stockholm) köpte 1971 egendomen tillsammans med sin fru Ann-Marie Käck och tre barn. Egendomen  användes som familjehem och bostad. Den såldes 1981 när familjen flyttade utomlands.[källa behövs]